# Diospyros villosiuscula
Diospyros villosiuscula är en tvåhjärtbladig växtart som beskrevs av André Joseph Guillaume Henri Kostermans. Diospyros villosiuscula ingår i släktet Diospyros och familjen Ebenaceae. Inga underarter finns listade i Catalogue of Life.